# Rachel Van Hollebeke
Rachel Van Hollebeke, nata Rachel Marie Buehler (Del Mar, 26 agosto 1985), è un'ex calciatrice statunitense, di ruolo difensore, in attività dai primi anni duemila al 2015.
Prima del ritiro ha vestito la maglia della nazionale statunitense a tutti i livelli, dalle giovanili, disputando con la formazione Under-19 i Mondiali di Canada 2002, vincendoli, e Thailandia 2004, terzo posto, arrivando alla nazionale maggiore con la quale ottiene due ori olimpici, a Pechino 2008 e Londra 2012, e il secondo posto ai Mondiali di Germania 2011.